# Clistoabdominalis doczkali
Clistoabdominalis doczkali är en tvåvingeart som beskrevs av Christian Kehlmaier 2005. Clistoabdominalis doczkali ingår i släktet Clistoabdominalis och familjen ögonflugor.
Artens utbredningsområde är Tyskland. Inga underarter finns listade i Catalogue of Life.